# Мои ночи прекраснее ваших дней
«Мои ночи прекраснее ваших дней» («Мои ночи красивее, чем ваши дни»; фр. Mes nuits sont plus belles que vos jours) — фильм польского режиссёра Анджея Жулавского, снятый во Франции в 1989 году.

## Сюжет
Люка, гений-компьютерщик, страдает от неизвестной смертельной болезни, вследствие которой теряет память. Он встречается с Бланш, молодой женщиной, которая не способна порвать со своим порочным окружением.
Для них обоих начинается короткий, но насыщенный период страсти, так как они понимают, что их дни вместе сочтены.
Это странно поэтичный и сильный фильм, где повествуется о победе любви над смертью, о том, что чувство имеет некоторую ценность в нашем прагматичном мире.

## В ролях
- Жак Дютрон — Люка
- Софи Марсо — Бланш
- Валери Лагранж — мать Бланш
- Мириам Мезьерес — Эдвига
- Сади Реббо — Франсуа
- Франсуа Шометт — консьерж
- Лор Киллинг — Инес
- Салим Тальби — сотрудник отеля

## Интересные факты
- Фильм снимался в основном в Биаррице. До этого Анджей Жулавский уже снимал Жака Дютрона в фильме «Главное — любить», а Софи Марсо в «Шальной любви».
- Картина является очень свободным переложением одноимённого романа Рафаэллы Бийеду (которая также сняла в 1980 году фильм «Женщина-ребёнок»). Однако Бийеду потребовала через суд, чтобы её фамилия не фигурировала ни в титрах, ни на афишах.